# 고롱고사 국립 공원

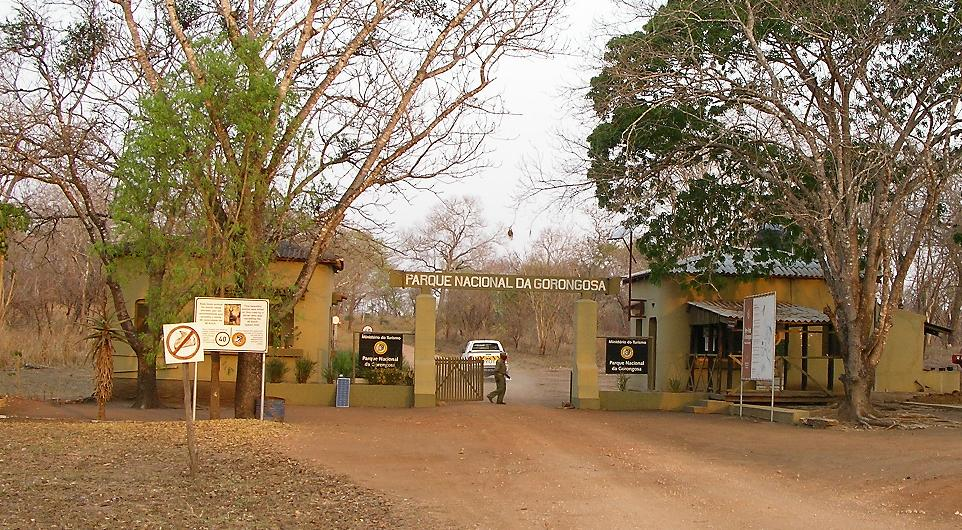
입구

고롱고사 국립 공원(Gorongosa National Park)은 모잠비크에 있는 국립공원이다. 한때 수십만 마리의 동물들이 서식했으나 모잠비크의 내전 때 사람들이 식량을 구하기 위해 동물들을 잡아 먹어서 폐허가 되었다. 2010년 4월 30일 내셔널 지오그래픽 와일드 방송에서 이곳을 복원하는 사업을 방영하였다. 이 작업은 남아프리카 공화국의 크루거 공원에 사는 코끼리를 비롯한 많은 동물들을 옮겨서 다시 복원하는 사업이다. 최초의 코끼리 이주는 실패하였다. 하지만 이곳에 사는 악어들은 멸종당하지 않고 살아남았다. 악어는 물속에 수십분 동안 숨어서 인간들의 총을 피할 수 있었고, 메기를 잡아 먹음으로써 유일하게 이 공원에 생존하였다.